# Kaap York-schiereiland
Het schiereiland Kaap York (Engels: Cape York Peninsula) is een schiereiland in het noorden van de Australische deelstaat Queensland. Het is genoemd naar Kaap York (Cape York), het noordelijkste punt van het Australische vasteland.
Het schiereiland heeft een oppervlakte van ongeveer 137.000 km² (en is daarmee groter dan bijvoorbeeld Griekenland); toch heeft het maar ongeveer 18.000 inwoners. In het zuiden is het schiereiland ongeveer 430 kilometer breed en strekt zich 660 kilometer naar het noorden uit. Het westen ligt aan de Golf van Carpentaria en het oosten ligt aan de Koraalzee. Ten noorden ligt de Straat Torres.